# クロ教
クロ教（一部ではクロ宗とも）は、鹿児島県甑島のごくわずかな一部地域で信仰されていた土着宗教。キリスト教が禁止・弾圧されていた時代の隠れキリシタンであるとされている。
郷土史など公のものではクロ教、小説や地名を伏せた創作性の高い雑誌などではクロ宗と呼ばれることが多い。

## 由来・伝説
甑島では、1602年にドミニコ会の宣教師が来航してキリスト教を広め、禁教令によって弾圧が始まると1638年には信者が捕えられて処刑されたと言われている。このほか、甑島にある天上墓は、フランシスコ・ザビエルの通訳者だったヤジロウ（1511年? - 1550年頃?）の墓であるという伝説があり、キリスト教伝来期から信者がいた可能性がある。また、島原の乱（1637年 - 1638年）以降に甑島に逃れて来た隠れキリシタンの末裔であるという説もある。

## 風評被害
娯楽性の強いオカルト雑誌が数誌、クロ宗について触れている。
サカヤと呼ばれる司祭が儀式を行い、信徒の生き血や肝を食らうといったものや、3mを超える高い壁の中で悪魔崇拝が行われているなど、その内容はキリスト教弾圧のために流布された藩の虚言や堀田善衛の小説『鬼無鬼島』（1957年）をモデルにしたものが多い。
江戸期から恐ろしげなイメージを植え付けられているクロ教ではあるが、地名をぼかして掲載する出版社側の姿勢やその内容から、記事の信憑性が大いに疑われる一方で、これらの記事を実在する地名とともに Google ストリートビューを添えて引用したブログなどが複数出現したことで、風評被害が深刻化している。

### 蛭子神社
片野浦の蛭子神社は、しばしばクロ宗との関連がささやかれるが、所在地は片野浦の中心部・小岳地区で、クロ教を信仰していたとされる地区とは隔たりがある。

## 史料
- 研究
  - 山折哲雄, 長田俊樹『日本人はキリスト教をどのように受容したか: 国際日本文化研究センター共同研究報告』1988年
  - 古野清人『日本の隠れキリシタン』至文堂　1959年
  - 宮崎賢太郎『カクレキリシタン』長崎新聞社 2001年 ISBN 4931493408
- その他
  - 吉田絃二郎『一人歩む』 - 冒頭の「草の上」にクロについての記述がある。